# Вилхелм Краус
Вилхелм Ботьов Краус е български политик.

## Биография
Роден е на 22 април 1949 г. в София. Завършва ВМЕИ, специалност „Експлоатация на автомобилния транспорт“. От 1992 до 1997 г. е заместник-кмет на София. Назначен е за министър на транспорта в служебния кабинет на Стефан Софиянски, остава на този пост и в правителството на Иван Костов. Освободен е в края на 1999 г. по предложение на министър-председателя за структурни и персонални промени в правителството. Оттогава се занимава с частен бизнес.